# سیارک ۲۵۹۶۴
سیارک ۲۵۹۶۴ (به انگلیسی: 25964 Liudavid، نامگذاری:2001FY26)۲۵۹۶۴مین سیارک کشف شده‌است که در ۱۸ مارس ۲۰۰۱ کشف شد.